# Heliotropium taltalense
Heliotropium taltalense, conocido como monte negro o palo negro, es una planta de la familia Boraginaceae endémica de Chile. Se ha utilizado desde la época prehispánica como antiinflamatorio y para tratar hematomas óseos.
H. taltalense es una especie de flores blancas y amarillas, que crece en la zona costera chilena del valle de Paposo a una altitud de 0 a 500 m sobre el nivel del mar.

## Compuestos bioactivos
Cuando se analizó por primera vez su composición química y se aislaron dos derivados aromáticos de geranilo: filifolinol y filifolinil senecionato y tres flavonoides: naringenina, 3-O-metilgalangina y 7-O-metileriodictiol. Luego, se identificaron varias flavanonas, flavonoles y derivados de geranilo del ácido benzoico en el exudado resinoso mediante el análisis de cromatografía líquida de ultra alta resolución Orbitrap MS-MS (UHPLC-PDA-OT-MS), se aislaron algunos flavonoides comunes y el compuesto ácido 3,4-dihidroxi-5-geranil-benzoico de la resina vegetal mediante cromatografía líquido-líquido en contracorriente de alta velocidad (HPCCC). Además, La composición polifenólica del extracto metanólico y acuoso de esta especie chilena endémica se investigó mediante Ultrahigh-Performance Liquid Chromatography, por Heated Electrospray Ionization y espectrometría de masas (UHPLC-Orbitrap-HESI-MS). Se detectaron 53 compuestos, principalmente derivados del ácido benzoico, flavonoides y algunos ácidos fenólicos. Además, se aislaron cinco compuestos principales mediante cromatografía en columna del extracto, incluidos cuatro flavonoides y un derivado del ácido geranil benzoico.